# NGC 1190
NGC 1190 ist eine linsenförmige Galaxie vom Hubble-Typ S0 im Sternbild Eridanus am Südsternhimmel. Sie ist schätzungsweise 115 Millionen Lichtjahre von der Milchstraße entfernt und hat einen Durchmesser von etwa 30.000 Lj. Gemeinsam mit NGC 1189, NGC 1191, NGC 1192 und NGC 1199 bildet sie die Galaxiengruppe HCG 22.
Das Objekt wurde am 2. Dezember 1885 von dem US-amerikanischen Astronomen Francis Preserved Leavenworth entdeckt.